# Frédéric Dagée

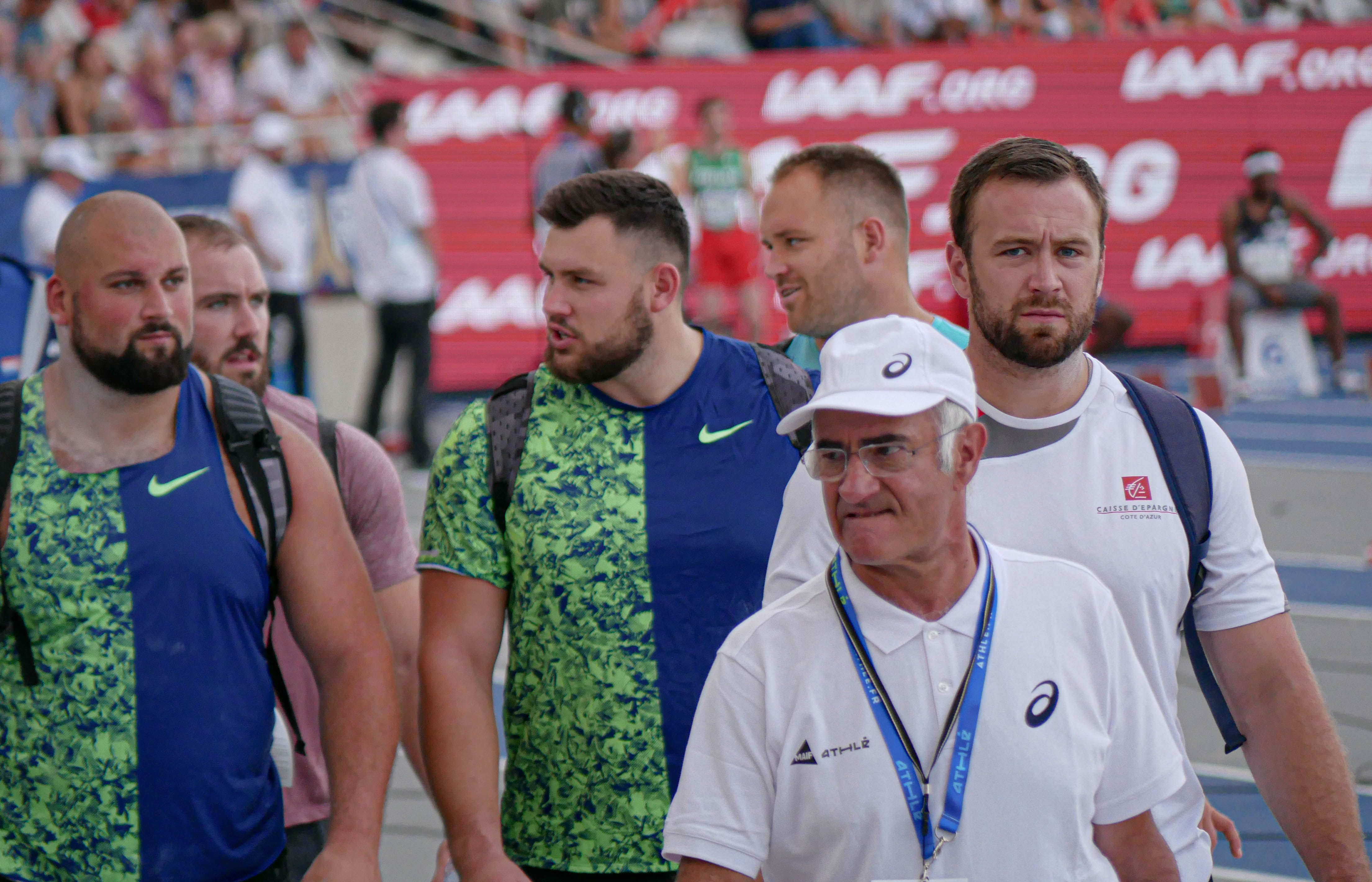
El Atleta en una competición en Paris

Frédéric Dagée (11 de diciembre de 1992) es un deportista de Francia que compite en atletismo. Ganó una medalla de bronce en el Campeonato Europeo de Atletismo por Equipos de 2019, en la prueba de lanzamiento de peso.